# Kazuhisa Hamaoka
Kazuhisa Hamaoka (濱岡 和久 Hamaoka Kazuhisa?), född 28 februari 1981 i Nagasaki prefektur, är en japansk före detta fotbollsspelare.
Hamaoka började sin karriär 1999 i Oita Trinita. Efter Oita Trinita spelade han för Ehime FC, Sagawa Printing, Banditonce Kakogawa, Tochigi Uva FC, Nara Club och MIO Biwako Shiga. Han avslutade karriären 2016.